# Piotr Kozachenko
Piotr Konstantínovich Kozachenko (en ucraniano: Петро Костянти́нович Козаче́нко, romanizado: Petro Kostyantýnovych Kozachenko; Kórosten, Imperio ruso, 14 de junio de 1914 - Gdansk, Polonia, 18 de marzo de 1945) fue un aviador militar y as de la aviación soviético, Kozachenko luchó durante la Segunda Guerra Mundial en las filas del 247.º Regimiento de Aviación de cazas donde recibió el título de Héroe de la Unión Soviética (1943). 

## Biografía

### Infancia y juventud
Piotr Kozachenko nació el 14 de junio de 1914 en el seno de una familia ucraniana de clase trabajadora, en la pequeña localidad de Kórosten, en la Gobernación de Vorónezh en lo que entonces era parte del Imperio ruso (actualmente en el Óblast de Zhitómir en Ucrania). En 1930, después de graduarse de siete años en la escuela local, comenzó a trabajar como conductor de trenes de pasajeros. En 1934, fue reclutado en el Ejército Rojo de Obreros y Campesinos. En 1936 se graduó en la Escuela de Pilotos de Aviación Militar de Odesa. Después de graduarse participó en la segunda guerra sino-japonesa desde noviembre de 1938 hasta mayo de 1939. Durante este tiempo derribó once aviones japoneses (aunque los documentos oficiales no especifican cuantas fueron en solitario y cuantas en grupo). Por su sobresaliente actuación durante la guerra fue nominado al título de Héroe de la Unión Soviética, pero luego no se le concedió.
En junio de 1938, fue nombrado asistente del comandante de escuadrón del 149.º Regimiento de Aviación de Cazas, en el Distrito Militar de Leningrado, puesto que ocupó hasta octubre de 1938 cuando fue nombrado comandante del escuadrón. En octubre de 1939 comenzó a estudiar en los Cursos Tácticos Superiores de Lípetsk. Aunque estuvo poco tiempo, puesto que el 19 de diciembre de 1939 combatió en la guerra soviético-finlandesa, como comandante de escuadrón del 25.º Regimiento de Aviación de Cazas. Voló en un caza Polikárpov I-153, durante la guerra consiguió una victoria aérea y cuatro compartidas. En 1940 se unió al Partido Comunista.

### Segunda Guerra Mundial
El 22 de junio de 1941, poco después de comenzar la invasión alemana de la Unión Soviética, fue enviado al combate como comandante de escuadrón del 249.ª Regimiento de Aviación de Cazas (el 14 de abril de 1944, se transformó en la 163.ª Regimiento de Aviación de Cazas de la Guardia). En agosto de 1941, fue ascendido al puesto de comandante adjunto del regimiento, en octubre de 1941 combatió como navegante del regimiento y, finalmente, el 31 de julio de 1942, asumió el puesto de comandante del regimiento. El 28 de febrero de 1943, durante una batalla aérea, resultó herido en el brazo izquierdo y el estómago, a pesar de sus graves heridas fue capaz de llevar su aparato averiado hasta la base antes de desmayarse.

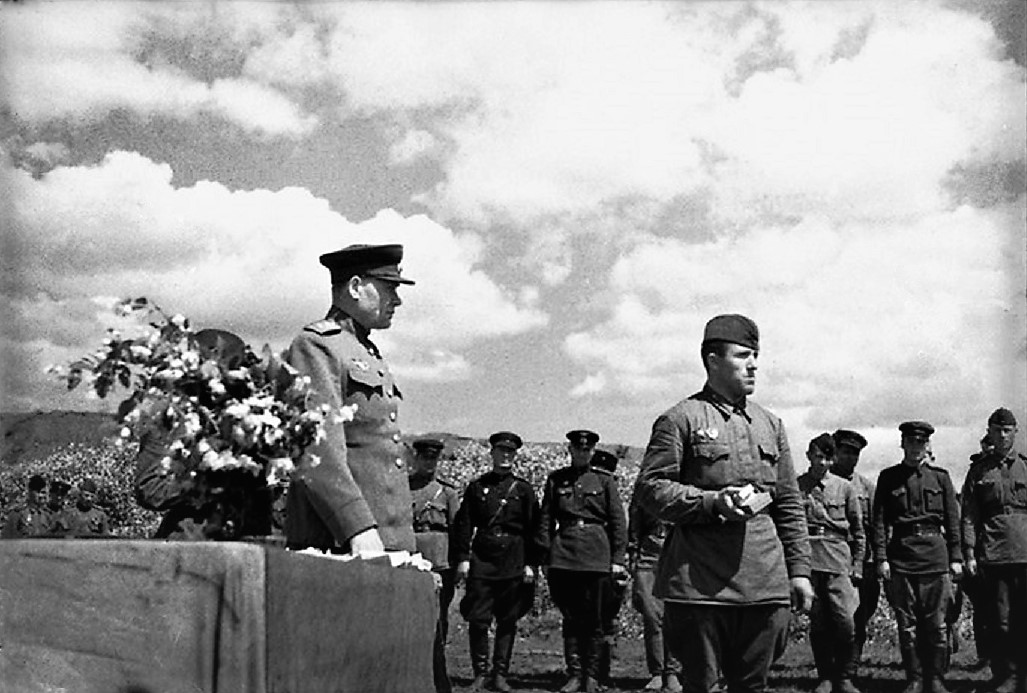
Piotr Kozachenk (derecha) durante el acto de entrega del título de Héroe de la Unión Soviética

Para marzo de 1943, había realizado 155 misiones de combate y derribado personalmente seis aviones enemigos en veintiséis batallas aéreas. Por decreto del Presídium del Soviet Supremo de la URSS del 1 de mayo de 1943, por «el valor y el heroísmo mostrados en las batallas aéreas contra los invasores fascistas», el mayor Piotr Kozachenko recibió el título de Héroe de la Unión Soviética junto con la medalla Estrella de Oro n.º 999 y la Orden de Lenin.
Posteriormente, Kozachenko participó en las batallas por la liberación de la RSS de Bielorrusia, Polonia y las batallas en Prusia Oriental. El 18 de marzo de 1945, fue derribado por fuego antiaéreo en el área de Danzig (actualmente la ciudad polaca de Gdansk) y murió. Hasta el momento de su muerte, había realizado 369 salidas de combate, participado en cuarenta y cinco batallas aéreas, en las que personalmente derribó once aviones enemigos.
Durante la guerra voló en cazas I-153, LaGG-3, La-5 y La-7 y luchó en los frentes sur, Frente Suroeste, Frente del Cáucaso Norte, Frente Transcaucásico, Cuarto Frente Ucraniano, Segunda Frente Bielorruso y en la Fuerza Aérea del Ejército Costero Independiente (que en 1944 liberó Crimea).

## Condecoraciones y reconocimientos

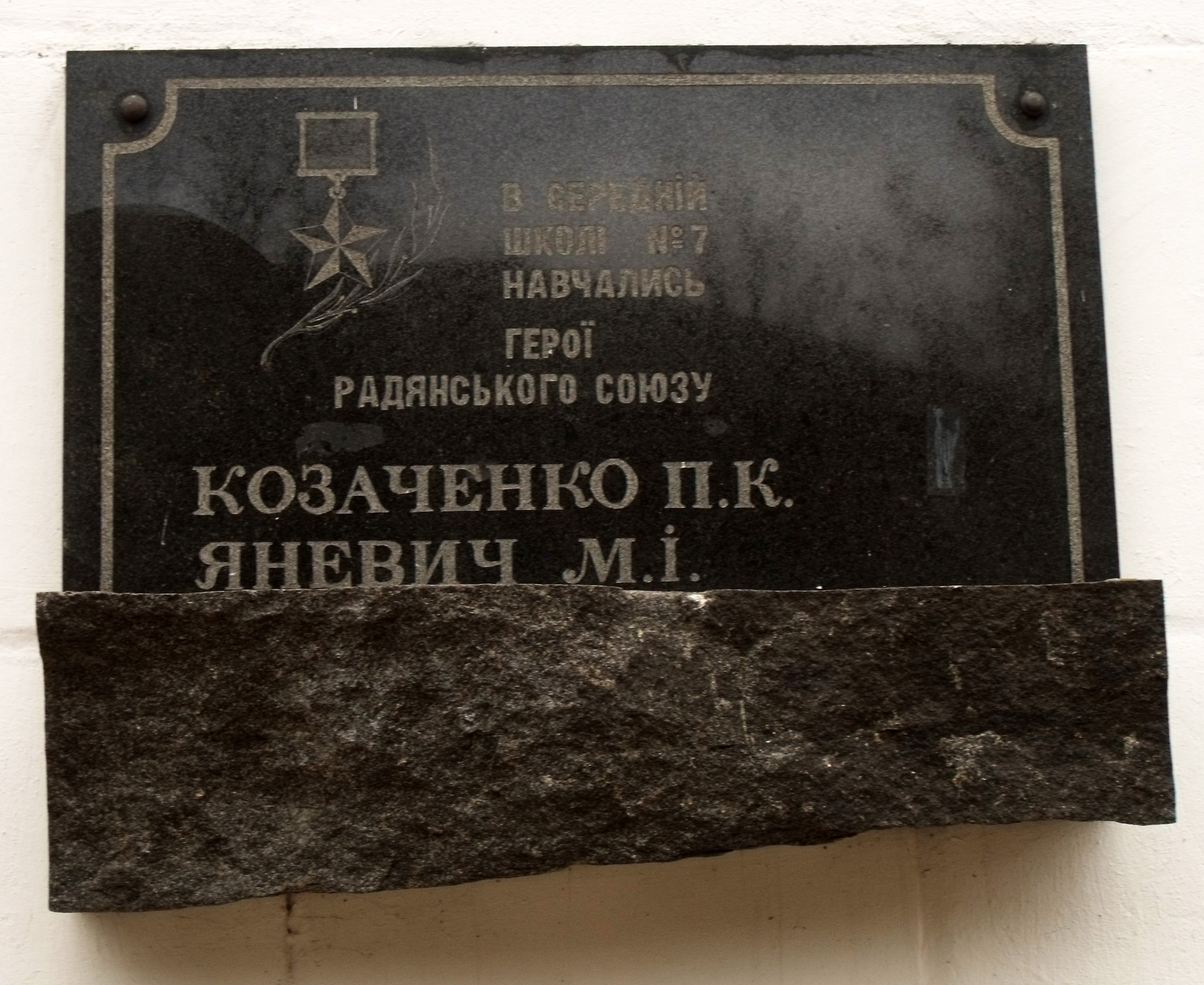
Placa conmemorativa en honor de Nikolái Yanevich y Piotr Kozachenko instalada en el edificio de la escuela n.º 7 en Kórosten (Ucrania)

A lo largo de su carrera Piotr Kozachenko fue galardonado con las siguientes condecoraciones
|  | Héroe de la Unión Soviética (n.º 999; 1 de mayo de 1943)                                                      |
|  | Orden de Lenin (1 de mayo de 1943)                                                                            |
|  | Orden de la Bandera Roja, tres veces (14 de noviembre de 1938, 15 de febrero de 1943 y 23 de febrero de 1945) |
|  | Orden de la Guerra Patria de 1.er grado (13 de agosto de 1944)                                                |
|  | Orden de Alejandro Nevski (14 de abril de 1944)                                                               |
|  | Medalla por el Servicio de Combate (3 de noviembre de 1944)                                                   |

Además una calle en la ciudad de Kórosten (óblast de Zhitómir en Ucrania) lleva su nombre y se instaló una placa conmemorativa en el edificio de la escuela n.º 7, donde estudió en su infancia.